# Joanne van Lieshout
Joanne van Lieshout (Lierop, 8 november 2002) is een Nederlands judoka die uitkomt in de klasse tot 63 kilogram. Van Lieshout is de dochter van voormalig Nederlands kampioen judo Claudia Moors. Ook haar vader en broer zijn judoka's.
Joanne van Lieshout werd in 2021 en 2022 wereldkampioen bij de junioren. NOS*NSF riep haar in 2022 uit tot 'Talent van het jaar'.
In 2024 behaalde Van Lieshout zilver bij het EK en werd ze wereldkampioen bij de senioren. In datzelfde jaar verliepen de Olympische Spelen in Parijs minder succesvol. Ze werd in de eerste ronde uitgeschakeld in de achtste finales door de Zuid-Koreaanse Kim Ji-Su.

## Resultaten
Europees Olympisch Jeugdfestival 2019
 Europese kampioenschappen junioren 2020 in Poreč –63 kg
 Europese kampioenschappen onder 23 2020 in Poreč –63 kg
 Europese kampioenschappen junioren 2021 in Luxemburg –63 kg
 Wereldkampioenschappen junioren 2021 in Olbia –63 kg
 Wereldkampioenschappen junioren 2022 in Guayaquil –63 kg
 Grand Slam Abu Dhabi 2022 –63 kg
 Wereldkampioenschappen 2023 in Doha –63 kg
 Grand Slam Astana 2023 –63 kg
 Grand Slam Tokio 2023 –63 kg
 Europese kampioenschappen 2024 in Zagreb –63 kg
 Wereldkampioenschappen 2024 in Abu-Dhabi –63 kg
 Europese kampioenschappen 2025 in Podgorica –63 kg